# An Giang (provincie)
An Giang (vietnamsky An Giang) je provincie nacházející se na jihozápadě Vietnamu. Hlavním městem povincie je Long Xuyen. V provincii žije přes 2 miliony obyvatel.

## Geografie
Provincie se nachází na jihozápadě Vietnamu v deltě řeky Mekong. Sousedí s provinciemi Kien Giang, Can Tho a Dong Thap, na severozápadě sousedí s Kambodžou. Mekong je významnou vodní tepnou provincie.